# Dubbelsteynlaan West
De Dubbelsteynlaan West is een straat in de Nederlandse stad Dordrecht in de wijk Dubbeldam-Noord in de provincie Zuid-Holland. Oost-west gezien loopt de straat vanaf het "Damplein" (met in het verlengde daarvan "Dubbelsteynlaan Oost") tot aan de "Burgemeester Jaslaan" waarin hij overgaat. De straat is ongeveer 850 meter lang.
Zijstraten van de Dubbelsteynlaan West zijn de "Koningstraat", "Groenekruislaan", "Couperusstraat", "Vijverlaan", "Gravensingel", "Cederlaan" en de "Dennenlaan".
Aan de Dubbelsteynlaan West 24 zit een rijksmonumentaal pand uit 1886 alsook op nummer 39 waar zich het voormalig raadhuis bevindt uit 1890 van de in 1970 opgeheven gemeente Dubbeldam.

## Geschiedenis
De wijk Dubbeldam waar de Dubbelsteynlaan West een onderdeel vanuit maakt, was vroeger een historische dorp met lintbebouwing met dezelfde naam als de huidige wijk. Dit dorp heeft zich ontwikkeld langs een lang uitgestrekte weg, de Straatweg (op Dubbeldams grondgebied) of Dubbeldamseweg (op Dordts grondgebied) geheten. Deze hoofdstraat kreeg na de annexatie in 1970 van Dubbeldam door Dordrecht de naam Dubbelsteynlaan. De Dubbelsteynlaan is genoemd naar de voormalige buitenplaats Dubbelsteijn, die in de negentiende eeuw gesloopt werd (en waarvan nog een park resteert). De Dubbeldamscheweg was vroeger een belangrijke weg, het was de verbindingweg van Dubbeldam met Dordrecht.
Het gedeelte van de weg dat ten tijde van de annexatie nog bij Dubbeldam hoorde en buiten de bebouwde kom valt, is Dordwijklaan gedoopt, naar het kasteeltje Dordwijk dat er te vinden is.
De Dubbelsteynlaan Oost heeft geen historische wortels: zij werd pas eind jaren zestig aangelegd, als verkeersader voor de nieuwbouw waarmee het dorp toen werd uitgebreid. De laan volgt bij benadering het traject van de wel historische Kromme Zandweg.

## Fotogalerij

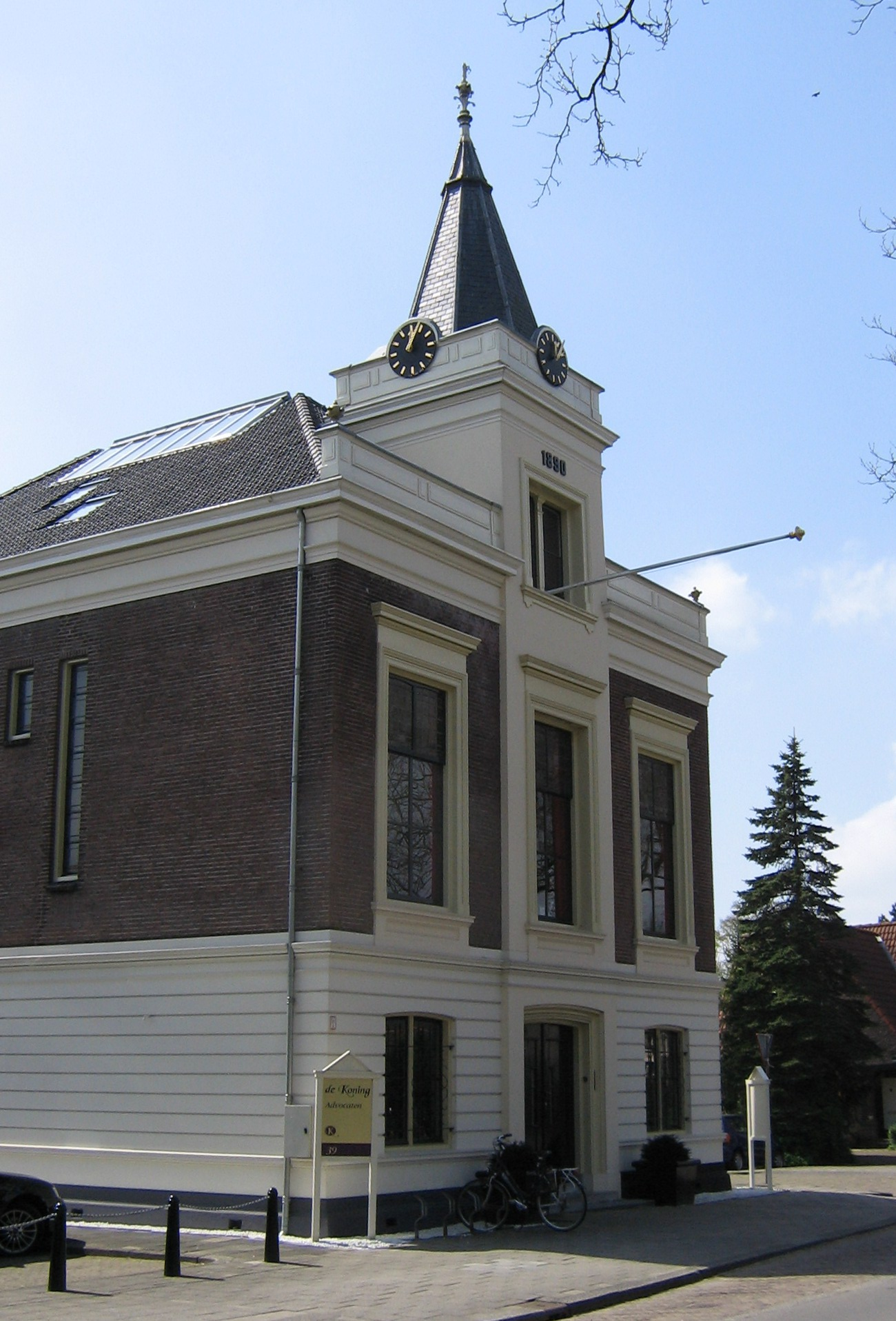
Voormalige raadhuis (1890) van Dubbeldam aan de Dubbelsteynlaan West (rijksmonument) te Dordrecht
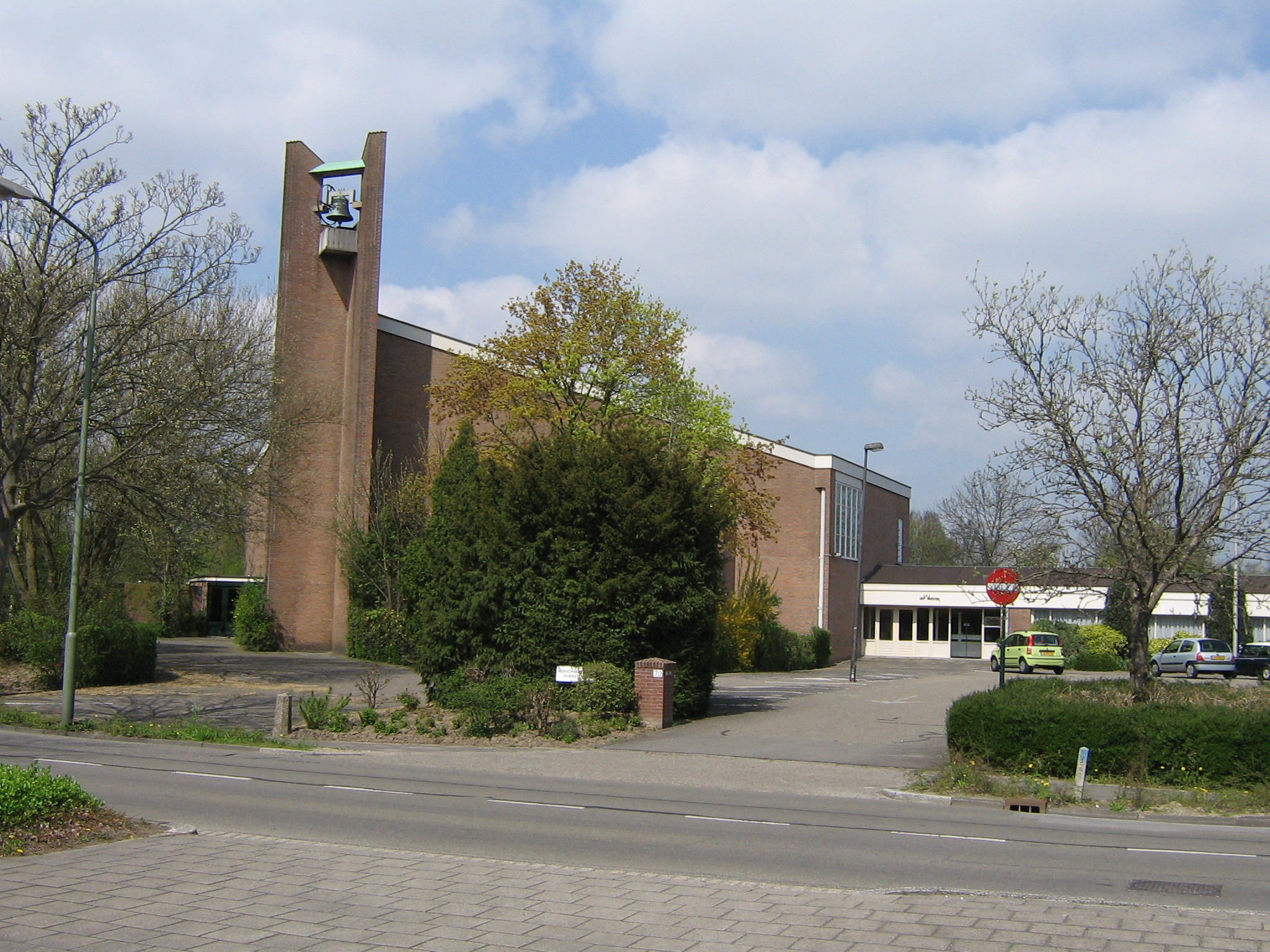
N-H kerk van Dubbeldam "De Rank" aan de Dubbelsteynlaan West te Dordrecht